# Гардемарин
Гардемарин (на френски: garde-marine, букв. „морска охрана“) е военноморско звание в редица държави. Във военната йерархия е по-младши чин от мичман.
Най-напред е въведено във Франция от кардинал Ришельо. Неговият последовател Жан-Батист Колбер създава подразделения от гардемарини за подготовка на кадри за военноморския флот на Франция през 1670 г. Званието се използва и в редица други страни – Бразилия, Италия, Испания, Португалия, Русия, Аржентина.
В дореволюционния имперски руски флот званието е въведено от цар Петър I през 1716 г. То е строево звание от 1716 до 1752 г. и от 1860 до 1882 г., а през останалото време с него са наричани възпитаниците на военноморските училища.